# Morti nel 1995/Dicembre
| Questa pagina contiene informazioni ricavate automaticamente dalle voci biografiche con l'ausilio del template Bio e di un bot. L'aggiornamento è periodico e automatico e ricostruisce completamente la pagina. Se manca una persona in questa lista, sei pregato di non aggiungerla, ma accertati piuttosto che la sua voce biografica contenga il template Bio e che i dati anagrafici siano correttamente compilati. Se il template Bio manca, inseriscilo tu stesso o, in alternativa, metti l'avviso {{tmp\|Bio}} che ne segnala la mancanza. Se i dati riportati sono sbagliati, correggi direttamente la voce biografica; le modifiche saranno visibili in questa lista entro pochi giorni. Per chiarimenti vedi il progetto biografie. La lista contiene solo le 129 persone che sono citate nell'enciclopedia e per le quali è stato implementato correttamente il template Bio. Pagina aggiornata al 18 giu 2025. |

- 1º dicembre - Luigi Giacobbe, ciclista su strada italiano (n. 1907)
- 1º dicembre - Martti Liimo, cestista finlandese (n. 1941)
- 1º dicembre - Sergio Pesce, direttore della fotografia italiano (n. 1916)
- 1º dicembre - Giuseppe Tricoli, politico e storico italiano (n. 1932)
- 2 dicembre - Robertson Davies, scrittore canadese (n. 1913)
- 2 dicembre - Roxie Roker, attrice statunitense (n. 1929)
- 2 dicembre - Mária Telkes, biofisica e inventrice ungherese (n. 1900)
- 3 dicembre - Josep Bartolí, pittore, disegnatore e scrittore spagnolo (n. 1910)
- 3 dicembre - Aleksandr Kajdanovskij, attore e regista sovietico (n. 1946)
- 3 dicembre - Krysti Lynn, attrice pornografica statunitense (n. 1971)
- 3 dicembre - Lautaro Murúa, attore, regista e sceneggiatore cileno (n. 1926)
- 3 dicembre - Emilio Pugno, sindacalista e politico italiano (n. 1922)
- 3 dicembre - Gerard John Schaefer, serial killer e poliziotto statunitense (n. 1946)
- 4 dicembre - Giorgio Bocchino, schermidore italiano (n. 1913)
- 4 dicembre - Francesco Brunetti, scultore italiano (n. 1941)
- 4 dicembre - Lionel Giroux, wrestler canadese (n. 1935)
- 4 dicembre - Jules Monnerot, sociologo e giornalista francese (n. 1908)
- 4 dicembre - Robert Parrish, regista, montatore e attore statunitense (n. 1916)
- 5 dicembre - Ilio Bosi, politico, partigiano e antifascista italiano (n. 1903)
- 5 dicembre - Ernesto Teodoro Moneta Caglio, presbitero e musicologo italiano (n. 1907)
- 5 dicembre - Clair Patterson, chimico statunitense (n. 1922)
- 6 dicembre - Busta Jones, bassista e chitarrista statunitense (n. 1951)
- 6 dicembre - Melvin Kranzberg, storico statunitense (n. 1917)
- 6 dicembre - Pietro Laforgia, politico e avvocato italiano (n. 1928)
- 6 dicembre - Farnese Masoni, calciatore e allenatore di calcio italiano (n. 1927)
- 6 dicembre - Luis Regueiro, calciatore spagnolo (n. 1908)
- 6 dicembre - James Reston, giornalista statunitense (n. 1909)
- 6 dicembre - Mario Vicini, ciclista su strada italiano (n. 1913)
- 7 dicembre - Bob Hamilton, cestista e allenatore di pallacanestro statunitense (n. 1922)
- 7 dicembre - Masashi Watanabe, allenatore di calcio e calciatore giapponese (n. 1936)
- 8 dicembre - George J. Lewis, attore messicano (n. 1903)
- 8 dicembre - Maino Neri, allenatore di calcio e calciatore italiano (n. 1924)
- 8 dicembre - Bruno Sartori, aviatore italiano (n. 1911)
- 8 dicembre - Gianni Smaniotto, imprenditore italiano (n. 1944)
- 8 dicembre - Rosita Toros, attrice italiana (n. 1945)
- 9 dicembre - Dante Arfelli, scrittore italiano (n. 1921)
- 9 dicembre - Toni Cade Bambara, scrittrice e docente statunitense (n. 1939)
- 9 dicembre - Vivian Blaine, attrice e cantante statunitense (n. 1921)
- 9 dicembre - Mario Brini, arcivescovo cattolico italiano (n. 1908)
- 9 dicembre - Katharine Way, fisica statunitense (n. 1902)
- 10 dicembre - Nereo Alfieri, archeologo italiano (n. 1914)
- 10 dicembre - Bonvi, fumettista italiano (n. 1941)
- 10 dicembre - Pierre Doukan, violinista e docente francese (n. 1927)
- 10 dicembre - Oberdan Orlandi, calciatore italiano (n. 1929)
- 10 dicembre - Lionello Santi, produttore cinematografico italiano (n. 1918)
- 11 dicembre - Étienne Becker, direttore della fotografia francese (n. 1936)
- 11 dicembre - Robert Shelton, critico musicale e critico cinematografico statunitense (n. 1926)
- 12 dicembre - Ángel Crespo, poeta e critico letterario spagnolo (n. 1926)
- 12 dicembre - Carolina Matilde di Danimarca, principessa danese (n. 1912)
- 12 dicembre - Giovanni Giacomazzi, calciatore italiano (n. 1928)
- 12 dicembre - Tee Scott, disc jockey e produttore discografico statunitense (n. 1948)
- 12 dicembre - Lore Terracini, critica letteraria e ispanista italiana (n. 1925)
- 13 dicembre - Natale De Grazia, militare italiano (n. 1956)
- 13 dicembre - Anatolij Stepanovič Djatlov, ingegnere sovietico (n. 1931)
- 13 dicembre - Nancy LaMott, cantante statunitense (n. 1951)
- 13 dicembre - Pierson Parker, teologo e biblista statunitense (n. 1905)
- 14 dicembre - Ahmed Reda Guedira, politico marocchino (n. 1922)
- 14 dicembre - Gustavus Hamilton-Russell, X visconte Boyne, ufficiale irlandese (n. 1931)
- 14 dicembre - Constance Tipper, ingegnere e cristallografa britannica (n. 1894)
- 15 dicembre - Attilio Ansaldo, cestista ecuadoriano (n. 1921)
- 15 dicembre - Mano Dayak, politico nigerino (n. 1950)
- 16 dicembre - Dario Bernazza, saggista e paroliere italiano (n. 1920)
- 16 dicembre - Giulio Cappelli, allenatore di calcio e calciatore italiano (n. 1911)
- 16 dicembre - Bert Marcelo, attore e conduttore televisivo filippino (n. 1936)
- 16 dicembre - Johnny Moss, giocatore di poker statunitense (n. 1907)
- 16 dicembre - Mariele Ventre, direttrice di coro italiana (n. 1939)
- 17 dicembre - Alfa Castaldi, fotografo italiano (n. 1926)
- 18 dicembre - Panchito Alba, attore filippino (n. 1925)
- 18 dicembre - Giorgio Fini, imprenditore italiano (n. 1925)
- 18 dicembre - Elena Mirošina, tuffatrice sovietica (n. 1974)
- 18 dicembre - Jan Říha, calciatore cecoslovacco (n. 1915)
- 18 dicembre - António Roquete, calciatore portoghese (n. 1906)
- 18 dicembre - Nathan Rosen, fisico statunitense (n. 1909)
- 18 dicembre - Ross Thomas, scrittore statunitense (n. 1926)
- 18 dicembre - Konrad Zuse, informatico e ingegnere tedesco (n. 1910)
- 19 dicembre - René Lemoine, schermidore francese (n. 1905)
- 19 dicembre - Ladislav Přáda, calciatore cecoslovacco (n. 1932)
- 20 dicembre - Suzanne Baron, montatrice francese (n. 1927)
- 20 dicembre - Alfredo Bortoluzzi, pittore, ballerino e coreografo tedesco (n. 1905)
- 20 dicembre - Mario Procaccino, avvocato e politico statunitense (n. 1912)
- 20 dicembre - Maan Sassen, politico olandese (n. 1911)
- 20 dicembre - Alexina Duchamp, mercante d'arte statunitense (n. 1906)
- 20 dicembre - Madge Sinclair, attrice giamaicana (n. 1938)
- 20 dicembre - Adone Zecchi, compositore e direttore di coro italiano (n. 1904)
- 21 dicembre - Roberto Franchi, politico italiano (n. 1938)
- 21 dicembre - Adalbert Iordache, pallanuotista rumeno (n. 1919)
- 21 dicembre - Boris Nikolaevič Ponomarëv, politico e storico sovietico (n. 1905)
- 22 dicembre - William Cottrell, sceneggiatore e regista statunitense (n. 1906)
- 22 dicembre - Osvald Käpp, lottatore estone (n. 1905)
- 22 dicembre - Butterfly McQueen, attrice statunitense (n. 1911)
- 22 dicembre - James Meade, economista britannico (n. 1907)
- 22 dicembre - Klimentij Borisovič Minc, regista cinematografico sovietico (n. 1908)
- 22 dicembre - Hisashi Sakaguchi, fumettista e animatore giapponese (n. 1946)
- 23 dicembre - Édith Bonlieu, sciatrice alpina francese (n. 1934)
- 23 dicembre - Attilio Bulgheri, calciatore italiano (n. 1913)
- 23 dicembre - Patric Knowles, attore britannico (n. 1911)
- 23 dicembre - Giuseppe Montalto, poliziotto italiano (n. 1965)
- 25 dicembre - Akira Kono, ginnasta giapponese (n. 1929)
- 25 dicembre - Carlos Lapetra, calciatore spagnolo (n. 1938)
- 25 dicembre - Emmanuel Lévinas, filosofo francese (n. 1906)
- 25 dicembre - Dean Martin, cantante, attore e comico statunitense (n. 1917)
- 25 dicembre - Henri Patrelle, calciatore, imprenditore e dirigente sportivo francese (n. 1918)
- 25 dicembre - Víctor Peralta, pugile argentino (n. 1908)
- 25 dicembre - Nikolaj Leonidovič Slonimskij, compositore, musicista e critico musicale russo (n. 1894)
- 25 dicembre - Mario Urbani, calciatore italiano (n. 1919)
- 26 dicembre - Nikolajs Levitanuss, calciatore lettone (n. 1914)
- 26 dicembre - Jules Mathé, calciatore francese (n. 1915)
- 27 dicembre - Al Barlick, arbitro di baseball statunitense (n. 1915)
- 27 dicembre - Henk Bouwman, hockeista su prato olandese (n. 1926)
- 27 dicembre - Franco Civolani, calciatore italiano (n. 1926)
- 27 dicembre - William C. Gault, scrittore statunitense (n. 1910)
- 27 dicembre - Henrik K'asparyan, scacchista, compositore di scacchi e ingegnere armeno (n. 1910)
- 27 dicembre - Quirino Rossi, attore teatrale svizzero (n. 1919)
- 27 dicembre - Enzo Serafin, fotografo italiano (n. 1912)
- 27 dicembre - Ion Vulescu, cestista rumeno (n. 1921)
- 28 dicembre - Giuseppe Gerbino, politico italiano (n. 1925)
- 28 dicembre - Benjamin Franklin Meyer, presbitero, teologo e storico delle religioni statunitense (n. 1927)
- 28 dicembre - Mario Panseri, cantautore italiano (n. 1945)
- 28 dicembre - Massimo Rosi, nuotatore italiano (n. 1944)
- 28 dicembre - Amedeo Trivisonno, pittore italiano (n. 1904)
- 29 dicembre - Nello Celio, politico, magistrato e avvocato svizzero (n. 1914)
- 29 dicembre - Lita Grey, attrice statunitense (n. 1908)
- 30 dicembre - Poul Andersen, calciatore danese (n. 1930)
- 30 dicembre - Doris Grau, attrice e doppiatrice statunitense (n. 1924)
- 30 dicembre - Ivan Jančev, attore bulgaro (n. 1921)
- 30 dicembre - Heiner Müller, drammaturgo e poeta tedesco (n. 1929)
- 30 dicembre - Katarina Taikon, scrittrice, attivista e attrice svedese (n. 1932)
- 31 dicembre - Fritz Eckhardt, attore, cabarettista e sceneggiatore austriaco (n. 1907)
- 31 dicembre - Karl Rappan, calciatore e allenatore di calcio austriaco (n. 1905)